# Militärpolitische Hochschule „Wilhelm Pieck“
Die Militärpolitische Hochschule „Wilhelm Pieck“ (MPHS) in Berlin-Grünau war eine Hochschule und zugleich die höchste militärische Lehreinrichtung für Politoffiziere der NVA, aber auch anderer bewaffneter Organe der DDR.

## Auftrag
Der Auftrag der Hochschule bestand in der:
- Aus- und Weiterbildung von Berufsoffizieren mit Truppenerfahrung zu Politoffizieren für die Kompanie/Gleichgestellte aller Teilstreitkräfte (TSK) der NVA sowie anderer bewaffneter Organe der DDR, aber auch von Polit- und Parteikadern für Spezialverwendungen der Politorgane,
- der marxistisch-leninistischen Qualifikation von Generalen, Admiralen und leitenden Offizieren sowie von Führungs- und Lehrkräften militärischer Lehreinrichtungen,
- der Weiterbildung von Politoffizieren und von ehrenamtlichen Partei- und FDJ-Funktionären, bis hin zu Funktionären der Gewerkschaft der Zivilbeschäftigten der NVA sowie
- der Ausbildung und Qualifizierung von Reservisten für Politoffiziersdienststellungen.

Ausbildung und Studienabschlüsse waren denen der zivilen Hochschulen und Universitäten der DDR, der Militärakademie „Friedrich Engels“ und der sowjetischen Militärakademien vergleichbar.

## Geschichte

### Gründung und Status
Die zentrale Polithochschule wurde am 15. Februar 1968 in Berlin-Grünau gegründet, unter Vereinigung verschiedene politische Schulungs- und Bildungseinrichtungen der bewaffneten Organe der DDR, wie beispielsweise die damaligen Politoffizier-Schulen in Torgau und Berlin-Treptow zusammengefasst. Nach eigenem Verständnis entsprach dies den in den 1960er Jahren „herangereiften objektiven gesellschaftlichen und militärischen Erfordernissen der Streitkräfte, insbesondere den höheren Ansprüchen an die Tätigkeit der Politorgane und Parteiorganisationen der SED in der NVA“.
Sie besaß seit dem 3. März 1970 den Status einer Hochschule der DDR und hatte das Recht, Diplome, den akademischen Grad eines Doktors eines Wissenschaftszweiges und des Doktors der Wissenschaften zu verleihen. Den Ehrennamen Wilhelm Pieck erhielt die MPHS am 11. Oktober 1972, und am 11. Oktober 1975 wurde den ersten Absolventen der akademische Grad eines Diplom-Gesellschaftswissenschaftlers und das damit verbundene Absolventenabzeichen verliehen.

## Leitung
- Führung und Stab der MPHS[1]
- Wissenschaftlicher Rat der MPHS
- Verwaltung 2000

### Chefs der Polithochschule
| Dienstgrad   | Vorname Name      | Zeitraum  |
| ------------ | ----------------- | --------- |
| Oberst       | Hans Beckmann     | 1967–1976 |
| Generalmajor | Werner Wunderlich | 1977–1983 |
| Generalmajor | Rolf Dietzsch     | 1983–1989 |

## Sektionen
Die MPHS „Wilhelm Pieck“ gliederte sich in Fakultäten (nach 1970 Sektionen genannt), diese wiederum in verschiedene Lehrstühle. Bis 1990 bestanden die nachstehenden Sektionen.
- Sektion 1, Marxistische Philosophie
- Sektion 2, Politische Ökonomie
- Sektion 3, Geschichte der SED/Parteipolitische Arbeit

## Standort
Standort der Hochschule war die Regattastraße 12 in Berlin-Grünau. Heute befindet sich dort die Dahme-Spree-Kaserne der Bundeswehr.